# Henri Niel
Pour les articles homonymes, voir Niel.
Henri Niel est un acteur français, né Henri Ernest Niel à Colombes (Hauts-de-Seine), le 5 novembre 1885. Il meurt dans le 16e arrondissement de Paris, le 9 novembre 1963.

## Filmographie
- 1924 : La Main qui a tué / Enigme de Maurice de Marsan et Maurice Gleize - Hawkins
- 1931 : Il est charmant / Paris je t'aime de Louis Mercanton
- 1931 : Une histoire entre mille de Max de Rieux
- 1932 : L'aimable lingère de E.D. Donatien - court métrage -
- 1932 : La saisie de Jean Margueritte - court métrage -
- 1932 : Sens interdit de Jean de Marguenat - court métrage -
- 1932 : Un client sérieux de Claude Autant-Lara - court métrage -
- 1933 : Fantômas hôtel de Jean de Marguenat - court métrage -
- 1938 : La Goualeuse de Fernand Rivers - Un garde
- 1943 : Donne moi tes yeux de Sacha Guitry - Un client du cabaret
- 1946 : L'arche de Noé de Henry Jacques - Un représentant du conseil d'administration
- 1946 : Le Charcutier de Machonville de Vicky Ivernel - Le douanier
- 1947 : Quai des OrfèvresHenri-Georges Clouzot - Un inspecteur
- 1948 : Clochemerle de Pierre Chenal - L'abbé Jouffe
- 1948 : Par la fenêtre de Gilles Grangier - M. Duchamp
- 1948 : Les Condamnés de Georges Lacombe
- 1948 : La Ferme des sept péchés de Jean Devaivre - L'aubergiste
- 1948 : Manon de Henri-Georges Clouzot
- 1948 : Bal Cupidon de Marc-Gilbert Sauvajon - Le directeur de la prison
- 1948 : Impasse des Deux-Anges de Maurice Tourneur - Le chanoine
- 1949 : La Marie du port de Marcel Carné - Un client du bar
- 1949 : Millionnaires d'un jour de André Hunebelle - Le gros homme
- 1949 : Miquette et sa mère de Henri-Georges Clouzot - M. Lahirel
- 1949 : Bluette en forme de ballet de René Guy-Grand - court métrage -
- 1950 : Le Tampon du capiston de Maurice Labro - Le pharmacien
- 1950 : Juliette ou la Clé des songes de Marcel Carné - Un homme de la ville
- 1950 : Les petites Cardinal de Gilles Grangier - Le concierge
- 1950 : Le Roi des camelots de André Berthomieu - Le gros père
- 1951 : Caroline chérie de Richard Pottier - Van Kritt
- 1951 : Ils sont dans les vignes / A votre santé de Robert Vernay
- 1951 : Ma femme est formidable de André Hunebelle - Le garçon de la boite de nuit
- 1951 : Massacre en dentelles de André Hunebelle
- 1951 : Monsieur Leguignon lampiste de Maurice Labro - M. Chadoul, le bistrot
- 1952 : Monsieur Taxi de André Hunebelle - Edmond, le gros automobiliste
- 1952 : Les Belles de nuit de René Clair - Un ministre
- 1952 : La forêt de l'adieu de Ralph Habib